# Hinunangan
Hinunangan é um município de  terceira classe de renda municipal (d) na província Leyte do Sul, nas Filipinas. De acordo com o censo de 1 de maio  de  2020 possui uma população de 29 149 pessoas e 7 402 domicílios.